# William Hickey
William Edward Hickey (* 19. September 1927 in Brooklyn, New York; † 29. Juni 1997 in New York City, New York) war ein US-amerikanischer Film- und Theaterschauspieler.

## Leben
William Hickey wurde als jüngstes Kind von Edward und Nora Hickey in Brooklyn geboren; er hatte eine ältere Schwester. Hickey stand bereits als Kind in einigen kleineren Theaterstücken auf der Bühne und wusste bereits früh, dass er Schauspieler werden wollte. 1938 wurde Hickey als Sprecher für eine Radiosendung für Kinder verpflichtet, was für den Elfjährigen einen weiteren Sprung auf der Karriereleiter bedeutete.
Nach seinem Schulabschluss begann Hickey 1948 bei Uta Hagen und Herbert Berghof in deren Studio Schauspiel zu studieren, um später, als er sich bereits einen Namen als Schauspieler gemacht hatte, als Lehrer an jene Institution zurückzukehren. Mit Hagens Unterstützung erhielt Hickey im Mai 1952 sein erstes Engagement am Broadway, wenngleich seine erste Bühnenrolle im Stück Tovarich nur eine Komparsenrolle war. Hickey stand in neun Bühnenstücken am Broadway, deren Erfolge unterschiedlich ausfielen. So wurde Moonbirds, das im Oktober 1959 Premiere feierte, nach nur drei Vorstellungen eingestellt. Anders verhielt es sich mit Thieves, dessen Premiere im April 1974 stattfand, und das danach 313 mal, bis Januar 1975, lief. Neben seinen Engagements am Broadway nahm Hickey zudem auch weitere Rollenangebote in anderen US-amerikanischen Theatern wahr.
Nicht weniger erfolgreich verlief Hickeys Karriere bei Film und Fernsehen. Nach seinem 1957 absolvierten Filmdebüt in einer Episode der Fernsehserie Decoy stand Hickey in 80 weiteren Filmen und Fernsehserien vor der Kamera. Hickeys wohl bekanntester Film war das 1985 produzierte Filmdrama Die Ehre der Prizzis, für das Hickey 1986 eine Oscar-Nominierung als Bester Nebendarsteller erhielt. Im selben Jahr spielte Hickey auch in Der Name der Rose. William Hickey stand bis kurz vor seinem Tod vor der Kamera. Einer seiner letzten Filme war die 1997 produzierte Filmkomödie Mäusejagd, der jedoch erst nach Hickeys Tod Premiere feierte.
William Hickey war nie verheiratet, lebte allerdings mit Lilli Afan in einer Lebensgemeinschaft. Auch blieb er zeitlebens kinderlos. Er starb im Alter von 69 Jahren an einem Lungenemphysem, gepaart mit einer schweren Bronchitis.

## Filmografie (Auswahl)
- 1952: The Philco Television Playhouse (Fernsehserie, eine Folge)
- 1957: Giftiger Schnee (A Hatful of Rain)
- 1957: Selten so gelacht (Operation Mad Ball)
- 1961: Wilde Knospen (Something Wild)
- 1962: Preston & Preston (The Defenders, Fernsehserie, Folge 2x02)
- 1964: Treffpunkt für zwei Pistolen (Invitation to a Gunfighter)
- 1967: Frühling für Hitler (The Producers)
- 1968: Der Frauenmörder von Boston (The Boston Strangler)
- 1970: Little Big Man
- 1971: Keiner killt so schlecht wie ich (A New Leaf)
- 1975: 33 Grad im Schatten (92 in the Shade)
- 1976: Mikey und Nicky (Mikey and Nicky)
- 1977: Hexensabbat (The Sentinel)
- 1978: Nunzio, der Supermann (Nunzio)
- 1979: Die Weisheit des Blutes (Wise Blood)
- 1982: Unheimlich (A Stranger Is Watching)
- 1985: Die Ehre der Prizzis (Prizzi’s Honor)
- 1985: Mauern aus Glas (Walls of Glass)
- 1985: Remo – unbewaffnet und gefährlich (Remo Williams: The Adventure Begins)
- 1986: Ein ganz verrückter Sommer (One Crazy Summer)
- 1986: Das Geschäft des Lebens (Seize the Day)
- 1986: Paradies auf Probe (Stranded, Fernsehfilm)
- 1986: Der Name der Rose
- 1986: Der Equalizer (The Equalizer, Fernsehserie, Folge 2x07)
- 1986: Springfield Story (Guiding Light, Fernsehserie, 3 Folgen)
- 1987: Das Model und der Schnüffler (Moonlighting, Fernsehserie, Folge 3x15)
- 1987: Spenser (Spenser: For Hire, Fernsehserie, Folge 3x01)
- 1987: Weihnachten mit einem Tramp (A Hobo’s Christmas, Fernsehfilm)
- 1988: Die grellen Lichter der Großstadt (Bright Lights, Big City)
- 1989: Miami Vice (Fernsehserie, Folge 5x16)
- 1989: Pink Cadillac
- 1989: Söhne (Sons)
- 1989: Sea of Love – Melodie des Todes (Sea of Love)
- 1989: Puppet Master
- 1989: Schöne Bescherung (National Lampoon’s Christmas Vacation)
- 1990: Im Zeichen des Krebs (Any Man’s Death)
- 1990: Geschichten aus der Gruft (Tales from the Crypt, Fernsehserie, Folge 2x02)
- 1990: Geschichten aus der Schattenwelt (Tales from the Darkside: The Movie)
- 1990: My Blue Heaven
- 1990: Mob Boss – Eine Familie zum (Mob Boss)
- 1991: Babygeflüster (Baby Talk, Fernsehserie, 10 Folgen)
- 1991: Anthony III (The Runestone)
- 1992–1994: Überflieger (Wings, Fernsehserie, 3 Folgen)
- 1993: L.A. Law – Staranwälte, Tricks, Prozesse (L.A. Law, Fernsehserie, 2 Folgen)
- 1993: Nightmare Before Christmas (The Nightmare Before Christmas, Sprechrolle)
- 1994: Pete & Pete (The Adventures of Pete & Pete, Fernsehserie, Folge 1x07)
- 1995: Die Jerky Boys (The Jerky Boys: The Movie)
- 1995: Auf Kriegsfuß mit Major Payne (Major Payne)
- 1995: Outer Limits – Die unbekannte Dimension (The Outer Limits, Fernsehserie, Folge 1x05)
- 1995: Vergiß Paris (Forget Paris)
- 1995: Der Psychopath (The Maddening)
- 1996: Liebe und andere … (Love Is All There Is)
- 1997: Mäusejagd (Mouse Hunt)
- 1999: Knocking on Death's Door

## Auszeichnung
- 1986: Oscar-Nominierung, Bester Nebendarsteller für: Die Ehre der Prizzis (Prizzi's Honor)